# 洛登巴赫河
51°58′7.41″N 8°8′42.3″E / 51.9687250°N 8.145083°E

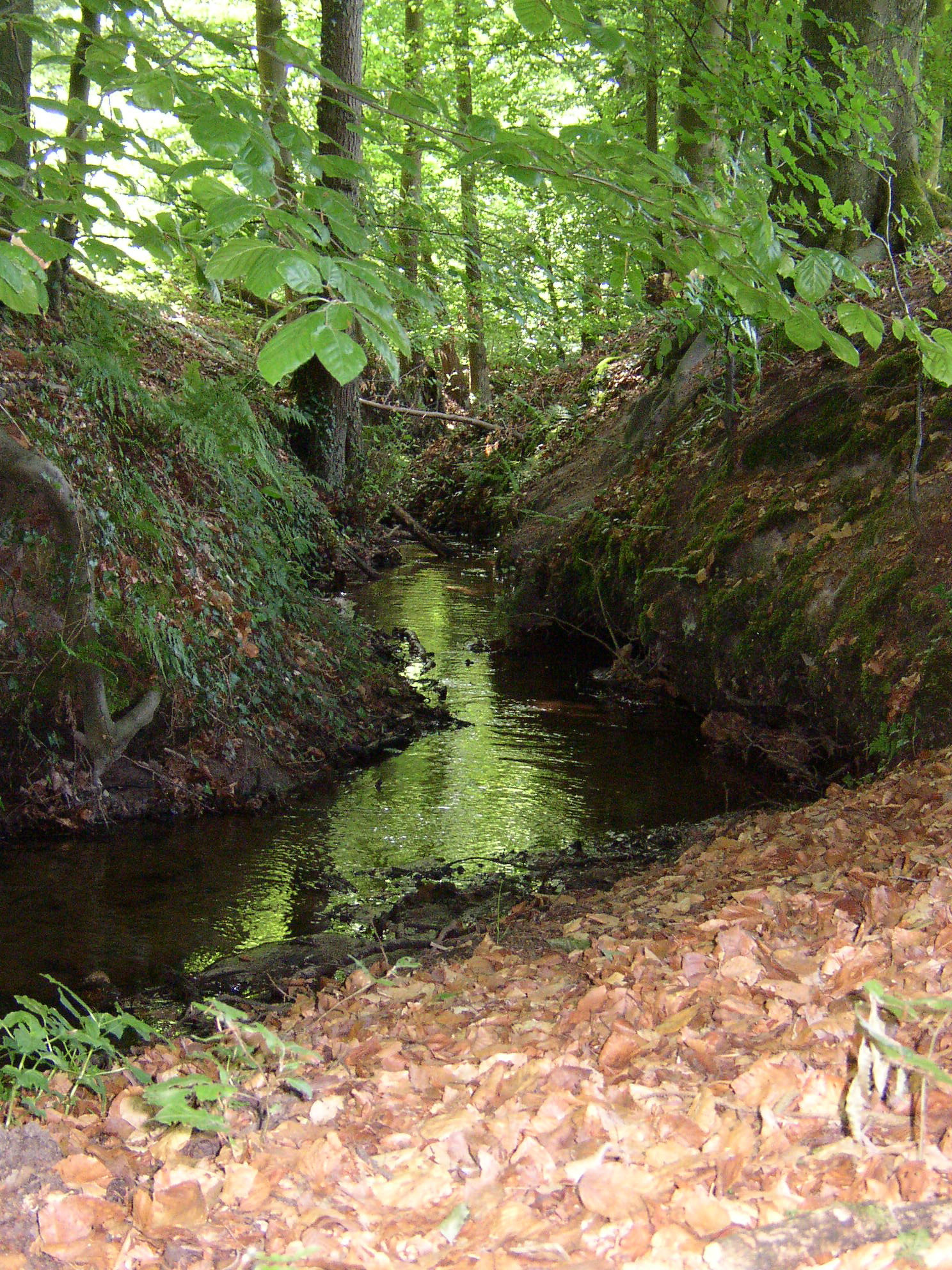
洛登巴赫河

洛登巴赫河（德語：Loddenbach），是德國的河流，位於該國西部，處於北萊茵-威斯特法倫州，屬於埃姆斯河的右支流，河道全長20.5公里，流域面積32.4平方公里。

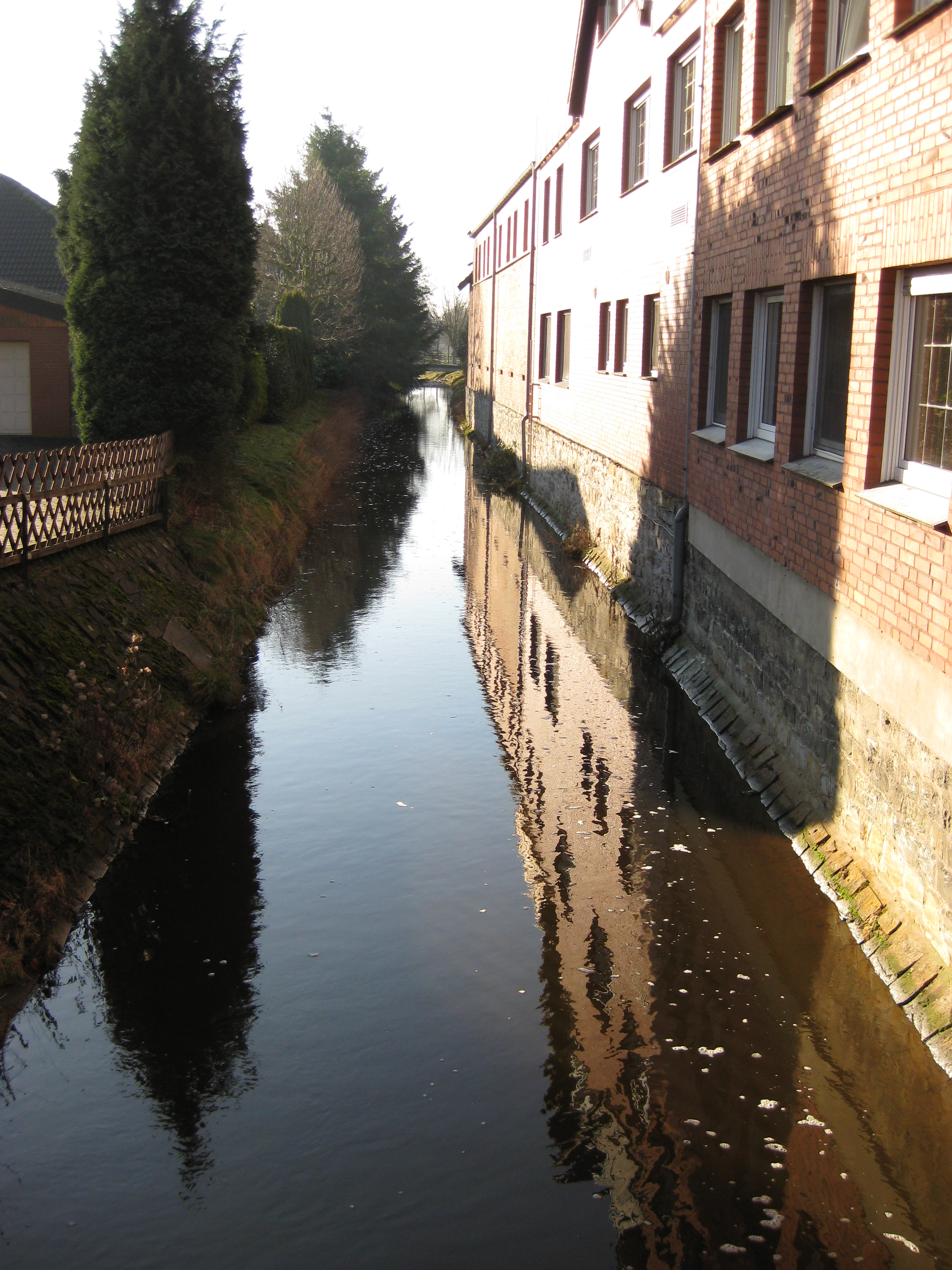
住宅段
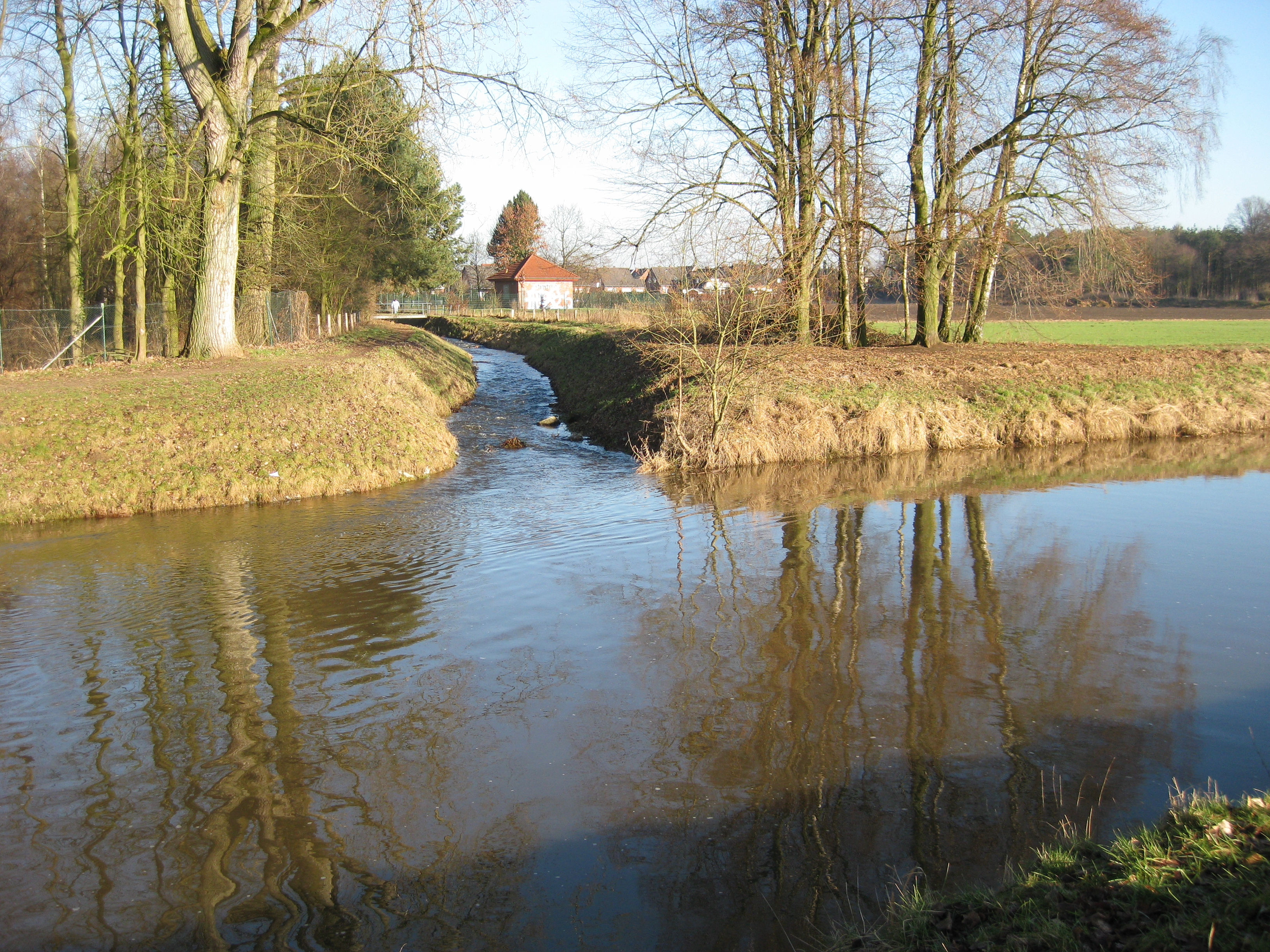
河口